# Klaas-Jan Huntelaar
Klaas-Jan Huntelaar (phát âm tiếng Hà Lan: [ˈklaːs ˈjɑn ˈɦʏntəlaːr] ⓘ; sinh ngày 12 tháng 8 năm 1983 tại Voor-Drempt, Gelderland), biệt danh Thợ săn, là cựu cầu thủ bóng đá người Hà Lan. Huntelaar là một mẫu tiền đạo điển hình với kỹ thuật và thể lực tốt và thường được so sánh với phong cách thi đấu của Marco van Basten và Ruud van Nistelrooy.
Huấn luyện viên Louis van Gaal đã khen ngợi anh là "trong vòng cấm địa, anh ấy là cầu thủ xuất sắc nhất thế giới."
Năm 2006, anh được bầu chọn là Cầu thủ Hà Lan xuất sắc nhất trong năm và Cầu thủ xuất sắc nhất trong năm của Ajax. Huntelaar còn là thành viên của tuyển U-21 Hà Lan giành chức vô địch Giải U-21 châu Âu và giành luôn ngôi vua phá lưới giải đấu này cũng như có tên trong đội hình tiêu biểu của giải đấu. Anh cũng đang là cầu thủ ghi nhiều bàn thắng nhất của đội tuyển U-21 Hà Lan với 18 bàn trong 22 trận. Tại Giải vô địch quốc gia Hà Lan, anh là vua phá lưới ở hai mùa giải 2005-06 và 2007-08.
Trong sự nghiệp của mình, Huntelaar đã từng thi đấu cho PSV, De Graafschap, AGOVV Apeldoorn, SC Heerenveen, AFC Ajax, Real Madrid CF và AC Milan, trước khi đến Schalke 04 vào tháng 8 năm 2010 rồi sau 7 năm thì rời Schalke 04 chuyển tới Ajax vào năm 2017 trong chuyển nhượng mùa hè vừa rồi.

## Sự nghiệp câu lạc bộ
Real Madrid
Quyết định chuyển đến Real Madrid của anh là một quyết định sai lầm nhất trong sự nghiệp. Dù có đến tận 8 bàn thắng chỉ sau 11 trận đấu (10 trận vào sân từ băng ghế dự bị) nhưng vẫn không đủ để anh có 1 suất đá chính thường xuyên. Sau 1 mùa giải "Thợ săn" đã bị bán cho AC Milan.

## Sự nghiệp đội tuyển quốc gia
Năm 2014, Huntelaar thi đấu cho đội tuyển quốc gia Hà Lan và giúp đội tuyển Hà Lan đoạt giải ba ở World Cup 2014, đó cũng là kì dẫn dắt cuối cùng với đội tuyển Hà Lan của HLV Louis van Gaal.

## Thống kê sự nghiệp

### Câu lạc bộ
Tính đến 7 tháng 3 năm 2020
| Câu lạc bộ          | Mùa giải            | Vô địch quốc gia    | Vô địch quốc gia | Vô địch quốc gia | Cúp quốc gia1 | Cúp quốc gia1 | Cúp châu lục2 | Cúp châu lục2 | Khác3   | Khác3  | Tổng cộng | Tổng cộng | Tham khảo |
| Câu lạc bộ          | Mùa giải            | Hạng đấu            | Số trận          | Số bàn           | Số trận       | Số bàn        | Số trận       | Số bàn        | Số trận | Số bàn | Số trận   | Số bàn    | Tham khảo |
| ------------------- | ------------------- | ------------------- | ---------------- | ---------------- | ------------- | ------------- | ------------- | ------------- | ------- | ------ | --------- | --------- | --------- |
| PSV                 | 2002–03             | Eredivisie          | 1                | 0                | 0             | 0             | 0             | 0             | —       | —      | 1         | 0         |           |
| De Graafschap       | 2002–03             | Eredivisie          | 9                | 0                | 1             | 0             | —             | —             | —       | —      | 10        | 0         |           |
| AGOVV               | 2003–04             | Eerste Divisie      | 35               | 26               | 2             | 1             | —             | —             | —       | —      | 37        | 27        |           |
| Heerenveen          | 2004–05             | Eredivisie          | 31               | 16               | 1             | 0             | 7             | 3             | —       | —      | 39        | 19        |           |
| Heerenveen          | 2005–06             | Eredivisie          | 15               | 17               | 1             | 1             | 6             | 2             | —       | —      | 22        | 20        |           |
| Heerenveen          | Tổng cộng           | Tổng cộng           | 46               | 33               | 2             | 1             | 13            | 5             | —       | —      | 61        | 39        | —         |
| Ajax                | 2005–06             | Eredivisie          | 16               | 16               | 3             | 5             | 2             | 1             | 4       | 2      | 25        | 24        |           |
| Ajax                | 2006–07             | Eredivisie          | 32               | 21               | 6             | 4             | 9             | 9             | 4       | 2      | 51        | 36        |           |
| Ajax                | 2007–08             | Eredivisie          | 34               | 33               | 2             | 1             | 4             | 2             | 5       | 0      | 45        | 36        |           |
| Ajax                | 2008–09             | Eredivisie          | 10               | 6                | 1             | 1             | 4             | 2             | —       | —      | 15        | 9         |           |
| Ajax                | Tổng cộng           | Tổng cộng           | 92               | 76               | 12            | 11            | 19            | 14            | 13      | 4      | 136       | 105       | —         |
| Real Madrid         | 2008–09             | La Liga             | 20               | 8                | 0             | 0             | 0             | 0             | —       | —      | 20        | 8         |           |
| Milan               | 2009–10             | Serie A             | 25               | 7                | 2             | 0             | 3             | 0             | —       | —      | 30        | 7         |           |
| Schalke 04          | 2010–11             | Bundesliga          | 24               | 8                | 3             | 2             | 8             | 3             | —       | —      | 35        | 13        |           |
| Schalke 04          | 2011–12             | Bundesliga          | 32               | 29               | 3             | 5             | 12            | 14            | 1       | 0      | 48        | 48        |           |
| Schalke 04          | 2012–13             | Bundesliga          | 26               | 10               | 2             | 2             | 7             | 4             | —       | —      | 35        | 16        |           |
| Schalke 04          | 2013–14             | Bundesliga          | 18               | 12               | 1             | 1             | 2             | 1             | —       | —      | 21        | 14        |           |
| Schalke 04          | 2014–15             | Bundesliga          | 28               | 9                | 1             | 0             | 8             | 5             | —       | —      | 37        | 14        |           |
| Schalke 04          | 2015–16             | Bundesliga          | 31               | 12               | 2             | 1             | 7             | 3             | —       | —      | 40        | 16        |           |
| Schalke 04          | 2016–17             | Bundesliga          | 16               | 2                | 3             | 2             | 5             | 1             | —       | —      | 24        | 5         |           |
| Schalke 04          | Tổng cộng           | Tổng cộng           | 175              | 82               | 15            | 13            | 49            | 31            | 1       | 0      | 240       | 126       | —         |
| Ajax                | 2017–18             | Eredivisie          | 28               | 13               | 1             | 0             | 3             | 0             | —       | —      | 32        | 13        |           |
| Ajax                | 2018–19             | Eredivisie          | 28               | 16               | 4             | 3             | 11            | 4             | —       | —      | 43        | 23        |           |
| Ajax                | 2019–20             | Eredivisie          | 18               | 9                | 4             | 0             | 10            | 1             | —       | —      | 32        | 10        |           |
| Ajax                | Tổng cộng           | Tổng cộng           | 74               | 38               | 9             | 3             | 24            | 5             | —       | —      | 107       | 46        | —         |
| Tổng cộng Ajax      | Tổng cộng Ajax      | Tổng cộng Ajax      | 166              | 114              | 21            | 14            | 43            | 19            | 13      | 4      | 243       | 151       | —         |
| Tổng cộng sự nghiệp | Tổng cộng sự nghiệp | Tổng cộng sự nghiệp | 477              | 270              | 43            | 29            | 108           | 55            | 14      | 4      | 642       | 358       | —         |

- 1.^ Bao gồm Cúp Hiệp hội Bóng đá Hoàng gia Hà Lan, Cúp Nhà vua Tây Ban Nha, Cúp bóng đá Ý, và Cúp bóng đá Đức.
- 2.^ Bao gồm UEFA Champions League và UEFA Europa League.
- 3.^ Bao gồm Eredivisie play-off, Dutch Super Cup và Siêu cúp Đức.

### Đội tuyển quốc gia
Tính đến 13 tháng 10 năm 2015
| Hà Lan    | Hà Lan | Hà Lan |
| --------- | ------ | ------ |
| 2006      | 4      | 2      |
| 2007      | 5      | 1      |
| 2008      | 9      | 7      |
| 2009      | 11     | 4      |
| 2010      | 12     | 11     |
| 2011      | 8      | 5      |
| 2012      | 10     | 4      |
| 2013      | 1      | 0      |
| 2014      | 9      | 4      |
| 2015      | 7      | 4      |
| Tổng cộng | 76     | 42     |

### Bàn thắng quốc tế
| #  | Ngày                    | Địa điểm                                      | Đối thủ          | Bàn thắng | Kết quả | Giải đấu                 |
| -- | ----------------------- | --------------------------------------------- | ---------------- | --------- | ------- | ------------------------ |
| 1  | 16 tháng 8 năm 2006     | Sân vận động Lansdowne Road, Dublin, Ireland  | Cộng hòa Ireland | 0–1       | 0–4     | Giao hữu                 |
| 2  | 16 tháng 8 năm 2006     | Sân vận động Lansdowne Road, Dublin, Ireland  | Cộng hòa Ireland | 0–3       | 0–4     | Giao hữu                 |
| 3  | 17 tháng 10 năm 2007    | Sân vận động Philips, Eindhoven, Hà Lan       | Slovenia         | 2–0       | 2–0     | Vòng loại Euro 2008      |
| 4  | 6 tháng 2 năm 2008      | Sân vận động Poljud, Split, Croatia           | Croatia          | 0–2       | 0–3     | Giao hữu                 |
| 5  | 26 tháng 3 năm 2008     | Sân vận động Ernst Happel, Viên, Áo           | Áo               | 3–1       | 3–4     | Giao hữu                 |
| 6  | 26 tháng 3 năm 2008     | Sân vận động Ernst Happel, Viên, Áo           | Áo               | 3–4       | 3–4     | Giao hữu                 |
| 7  | 24 tháng 5 năm 2008     | De Kuip, Rotterdam, Hà Lan                    | Ukraina          | 2–0       | 3–0     | Giao hữu                 |
| 8  | 17 tháng 6 năm 2008     | Stade de Suisse, Bern, Thụy Sĩ                | România          | 1–0       | 2–0     | Euro 2008                |
| 9  | ngày 6 tháng 9 năm 2008 | Sân vận động Philips, Eindhoven, Hà Lan       | Úc               | 1–0       | 1–2     | Giao hữu                 |
| 10 | 11 tháng 10 năm 2008    | Sân vận động De Kuip, Rotterdam, Hà Lan       | Iceland          | 2–0       | 2–0     | Vòng loại World Cup 2010 |
| 11 | 11 tháng 2 năm 2009     | Sân vận động 7 tháng 11,, Radès, Tunisia      | Tunisia          | 0–1       | 1–1     | Giao hữu                 |
| 12 | 28 tháng 3 năm 2009     | Amsterdam Arena, Amsterdam, Hà Lan            | Scotland         | 1–0       | 3–0     | Vòng loại World Cup 2010 |
| 13 | 1 tháng 4 năm 2009      | Amsterdam Arena, Amsterdam, Hà Lan            | Bắc Macedonia    | 2–0       | 4–0     | Vòng loại World Cup 2010 |
| 14 | 5 tháng 9 năm 2009      | Sân vận động De Grolsch Veste, Hà Lan         | Nhật Bản         | 3–0       | 3–0     | Giao hữu                 |
| 15 | 3 tháng 3 năm 2010      | Amsterdam Arena, Amsterdam, Hà Lan            | Hoa Kỳ           | 2–0       | 2–1     | Giao hữu                 |
| 16 | 24 tháng 6 năm 2010     | Sân vận động Cape Town, Cape Town, Nam Phi    | Cameroon         | 2–1       | 2–1     | World Cup                |
| 17 | 3 tháng 9 năm 2010      | Sân vận động Olimpico, Serravalle, San Marino | San Marino       | 2–0       | 5–0     | Vòng loại Euro 2012      |
| 18 | 3 tháng 9 năm 2010      | Sân vận động Olimpico, Serravalle, San Marino | San Marino       | 3–0       | 5–0     | Vòng loại Euro 2012      |
| 19 | 3 tháng 9 năm 2010      | Sân vận động Olimpico, Serravalle, San Marino | San Marino       | 4–0       | 5–0     | Vòng loại Euro 2012      |
| 20 | 7 tháng 9 năm 2010      | Sân vận động De Kuip, Rotterdam, Hà Lan       | Phần Lan         | 1–0       | 2–1     | Vòng loại Euro 2012      |
| 21 | 7 tháng 9 năm 2010      | Sân vận động De Kuip, Rotterdam, Hà Lan       | Phần Lan         | 2–0       | 2–1     | Vòng loại Euro 2012      |
| 22 | 8 tháng 10 năm 2010     | Sân vận động Zimbru, Chişinău, Moldova        | Moldova          | 0–1       | 0–1     | Vòng loại Euro 2012      |
| 23 | 12 tháng 10 năm 2010    | Amsterdam Arena, Amsterdam, Hà Lan            | Thụy Điển        | 1–0       | 4–1     | Vòng loại Euro 2012      |
| 24 | 12 tháng 10 năm 2010    | Amsterdam Arena, Amsterdam, Hà Lan            | Thụy Điển        | 3–0       | 4–1     | Vòng loại Euro 2012      |
| 25 | 17 tháng 11 năm 2010    | Amsterdam Arena, Amsterdam, Hà Lan            | Thổ Nhĩ Kỳ       | 1–0       | 1–0     | Giao hữu                 |
| 26 | 9 tháng 2 năm 2011      | Sân vận động Philips, Eindhoven, Hà Lan       | Áo               | 2–0       | 3–1     | Giao hữu                 |
| 27 | 2 tháng 9 năm 2011      | Sân vận động Philips, Eindhoven, Hà Lan       | San Marino       | 5–0       | 11–0    | Vòng loại Euro 2012      |
| 28 | 2 tháng 9 năm 2011      | Sân vận động Philips, Eindhoven, Hà Lan       | San Marino       | 8–0       | 11–0    | Vòng loại Euro 2012      |
| 29 | 7 tháng 10 năm 2011     | Sân vận động De Kuip, Rotterdam, Hà Lan       | Moldova          | 1–0       | 1–0     | Vòng loại Euro 2012      |
| 30 | 11 tháng 10 năm 2011    | Sân vận động Råsunda, Solna, Thụy Điển        | Thụy Điển        | 1–1       | 3–2     | Vòng loại Euro 2012      |
| 31 | 29 tháng 2 năm 2012     | Sân vận động Wembley, London, Anh             | Anh              | 0–2       | 2–3     | Giao hữu                 |
| 32 | 15 tháng 8 năm 2012     | Sân vận động Nhà vua Baudouin, Brussels, Bỉ   | Bỉ               | 1–2       | 4–2     | Giao hữu                 |
| 33 | 12 tháng 9 năm 2012     | Sân vận động Ferenc Puskás, Budapest, Hungary | Hungary          | 1–4       | 1–4     | Vòng loại World Cup 2014 |
| 34 | 12 tháng 10 năm 2012    | Sân vận động De Kuip, Rotterdam, Hà Lan       | Andorra          | 2–0       | 3–0     | Vòng loại World Cup 2014 |
| 35 | 29 tháng 6 năm 2014     | Sân vận động Castelão, Fortaleza, Brasil      | México           | 2–1       | 2–1     | World Cup 2014           |
| 36 | 10 tháng 10 năm 2014    | Amsterdam Arena, Amsterdam, Hà Lan            | Kazakhstan       | 1–1       | 3–1     | Vòng loại Euro 2016      |
| 37 | 16 tháng 11 năm 2014    | Amsterdam Arena, Amsterdam, Hà Lan            | Latvia           | 3–0       | 6–0     | Vòng loại Euro 2016      |
| 38 | 16 tháng 11 năm 2014    | Amsterdam Arena, Amsterdam, Hà Lan            | Latvia           | 6–0       | 6–0     | Vòng loại Euro 2016      |
| 39 | 28 tháng 3 năm 2015     | Amsterdam Arena, Amsterdam, Hà Lan            | Thổ Nhĩ Kỳ       | 1–1       | 1–1     | Vòng loại Euro 2016      |
| 40 | 5 tháng 6 năm 2015      | Amsterdam Arena, Amsterdam, Hà Lan            | Hoa Kỳ           | 1–0       | 3–4     | Giao hữu                 |
| 41 | 5 tháng 6 năm 2015      | Amsterdam Arena, Amsterdam, Hà Lan            | Hoa Kỳ           | 2–1       | 3–4     | Giao hữu                 |
| 42 | 13 tháng 10 năm 2015    | Amsterdam Arena, Amsterdam, Hà Lan            | Cộng hòa Séc     | 1–3       | 2–3     | Vòng loại Euro 2016      |